# Экономика Греции
Греция — индустриально-аграрная страна, занимающая 37-е место в мире по показателю роста валового внутреннего продукта (ВВП) и 33-е — по паритету покупательной способности[когда?]. По данным индекса развития человеческого потенциала 2007 года, Греция занимала 25 место в мире и относилась к группе «развитые страны». Однако вследствие мирового экономического кризиса[уточнить] экономика Греции находится в очень трудном положении[прояснить]. В марте—июле 2013 года, в результате продолжающегося экономического кризиса 2008—2013 годов, Греция впервые в практике мировых финансовых агентств утратила статус развитой страны и вернулась в разряд развивающихся.

## Общая характеристика
Основные отрасли промышленности: нефтехимическая, туризм, пищевая и табачная, горная, бумажная, цементная, металлургическая. Развиваются электротехника, некоторые виды машиностроения, производство стройматериалов. Транспорт: автомобильный (осуществляет 60 % всех внутренних грузовых и пассажирских перевозок), железнодорожный развит слабо, морской (30 % внутренних и 90 % внешних грузовых и пассажирских перевозок), воздушный. Главные морские порты: Пирей, Салоники, Элефсис, Волос. Греция имеет третий по количеству судов торговый флот в мире. Функционирует 40 аэропортов, из них 22 международных. Крупнейший центр — аэропорт «Элефтериос Венизелос» в Афинах — один из самых современных в Европе и мире.
По данным Index of Economic Freedom, составленному The Heritage Foundation, США, по состоянию на 2010 год Греция занимает 73-е место в мире: ВВП — 330,0 млрд долл. США. Темп роста ВВП — 2,9 %. ВВП на душу населения — 29 361 долл. США. Прямые зарубежные инвестиции — 6,6 млн долл. США. В 2010 премьер-министр Греции Йоргос Папандреу подписал Меморандум о намерениях с правительством Катара — инвестиционный пакет на 5 миллиардов долларов США. Арабские предприниматели уже инвестировали в строительство в районе порта Астакос электростанции, терминала для сжиженного газа и завода по производству биотоплива. Кроме того, Катарский государственный инвестиционный фонд выразил прямую заинтересованность в освоении территории бывшего афинского аэропорта «Элиникон» в Элиниконе. Согласно данным Банка Греции, в 2013 году в греческую недвижимость из-за рубежа инвестировали 168 млн евро (в два раза больше, чем в 2012 году). Совокупный объём таких инвестиций за 2012—2013 годы составил 285 млн евро.
Импорт (машины и оборудование, нефть и нефтепродукты, минеральное сырьё, товары широкого потребления, продовольствие) — 22,2 млрд долл. США (главным образом Италия — 15,6 %; Германия — 15,5 %; США — 11,1 %; Франция — 8,3 %). Экспорт (сырьё — бокситы, никель, марганец, сельхозпродукты — табак, текстиль, оливковое масло, овощи, фрукты, консервированные продукты, зерновые) — 12,9 млрд долл. США (главным образом Германия — 25,5 %; США — 15,8 %; Италия — 10,8 %; Великобритания — 7,7 %). В целом около 60 % товарооборота Греции приходится на страны ЕС, 20 % — на арабские страны.
Промышленный потенциал страны в основном сконцентрирован в районе Афин и Салоник. Здесь выпускается в стоимостном выражении около 50 % промышленной продукции страны. Сельскохозяйственное производство наиболее развито в Македонии и отдельных местностях Пелопоннеса. Менее процветающие области — Фессалия, западный Пелопоннес и Крит (кроме Ираклиона). Бедные районы Греции — острова Эгейского и Ионического морей, Эпир, Фракия и восточный Пелопоннес, где преобладает натуральное хозяйство, скотоводство и кустарные промыслы.
Теневая экономика по оценкам составляет около 20 %. При этом значительной проблемой для Греции остаётся коррумпированность и теневой сектор экономики. По результатам опроса более 6 тысяч человек, проведённого греческим отделением Трансперенси Интернешнл, в 2009 году греки заплатили 462 млн евро на взятки госслужащим и ещё 325 млн евро как «вознаграждение» в частном секторе. Взятки пошли преимущественно на выдачу прав и автомобильных номеров, получение разрешений на строительство, размещение в государственных медицинских учреждениях, а также в налоговые органы (см. также Коррупционный скандал с компанией «Siemens» в Греции).

## Статистика
В следующей таблице показаны основные экономические показатели за 1980—2018 года. Инфляция менее 2 % обозначена зелёной стрелкой.
| Год  | ВВП (ППС) (в млрд евро) | ВВП на душу населения (ППС) (в евро) | Рост ВВП (реальный) | Уровень инфляции (в процентах) | Безработица (в процентах) | Государственный долг (в процентах от ВВП) |
| ---- | ----------------------- | ------------------------------------ | ------------------- | ------------------------------ | ------------------------- | ----------------------------------------- |
| 1980 | 139,4                   | 14,542                               | ▲0,7 %              | ▲24,7 %                        | 2,6 %                     | 22,5 %                                    |
| 1981 | ▼137,2                  | ▼14,144                              | ▼−1,6 %             | ▲24,4 %                        | ▲4,0 %                    | ▲26,7 %                                   |
| 1982 | ▼135,7                  | ▼13,903                              | ▼−1,1 %             | ▲21,4 %                        | ▲5,8 %                    | ▲29,3 %                                   |
| 1983 | ▼134,2                  | ▼13,664                              | ▼−1,1 %             | ▲19,9 %                        | ▲7,9 %                    | ▲33,6 %                                   |
| 1984 | ▲136,9                  | ▲13,866                              | ▲2,0 %              | ▲18,4 %                        | ▲8,1 %                    | ▲40,0 %                                   |
| 1985 | ▲140,3                  | ▲14,146                              | ▲2,5 %              | ▲19,5 %                        | ▼7,8 %                    | ▲46,6 %                                   |
| 1986 | ▲141,0                  | ▲14,176                              | ▲0,5 %              | ▲23,1 %                        | ▼7,4 %                    | ▲47,1 %                                   |
| 1987 | ▼137,9                  | ▼13,806                              | ▼−2,3 %             | ▲16,4 %                        | ▬7,4 %                    | ▲52,4 %                                   |
| 1988 | ▲143,8                  | ▲14,355                              | ▲4,3 %              | ▲13,5 %                        | ▲7,7 %                    | ▲57,1 %                                   |
| 1989 | ▲149,2                  | ▲14,837                              | ▲3,8 %              | ▲13,7 %                        | ▼7,5 %                    | ▲59,8 %                                   |
| 1990 | ▲149,2                  | ▼14,745                              | ▬0,0 %              | ▲20,3 %                        | ▼7,0 %                    | ▲73,2 %                                   |
| 1991 | ▲153,9                  | ▲14,978                              | ▲3,1 %              | ▲19,5 %                        | ▲7,7 %                    | ▲74,7 %                                   |
| 1992 | ▲154,9                  | ▼14,945                              | ▲0,7 %              | ▲15,9 %                        | ▲8,7 %                    | ▲80,0 %                                   |
| 1993 | ▼152,5                  | ▼14,616                              | ▼−1,6 %             | ▲14,4 %                        | ▲9,7 %                    | ▲100,3 %                                  |
| 1994 | ▲155,5                  | ▲14,825                              | ▲2,0 %              | ▲10,9 %                        | ▼9,6 %                    | ▼98,3 %                                   |
| 1995 | ▲158,8                  | ▲15,070                              | ▲2,1 %              | ▲8,8 %                         | ▲10,0 %                   | ▲99,0 %                                   |
| 1996 | ▲163,3                  | ▲15,424                              | ▲2,9 %              | ▲7,9 %                         | ▲10,3 %                   | ▲101,3 %                                  |
| 1997 | ▲170,6                  | ▲16,054                              | ▲4,5 %              | ▲5,4 %                         | ▬10,3 %                   | ▼99,5 %                                   |
| 1998 | ▲177,3                  | ▲16,580                              | ▲3,9 %              | ▲4,5 %                         | ▲11,2 %                   | ▼97,4 %                                   |
| 1999 | ▲182,7                  | ▲17,002                              | ▲3,1 %              | ▲2,1 %                         | ▲12,1 %                   | ▲98,9 %                                   |
| 2000 | ▲189,9                  | ▲17,623                              | ▲3,9 %              | ▲2,9 %                         | ▼11,4 %                   | ▲104,9 %                                  |
| 2001 | ▲197,7                  | ▲18,249                              | ▲4,1 %              | ▲3,6 %                         | ▼10,8 %                   | ▲107,1 %                                  |
| 2002 | ▲205,5                  | ▲18,874                              | ▲3,9 %              | ▲3,9 %                         | ▼10,4 %                   | ▼104,8 %                                  |
| 2003 | ▲217,4                  | ▲19,918                              | ▲5,8 %              | ▲3,5 %                         | ▲9,8 %                    | ▼101,5 %                                  |
| 2004 | ▲228,4                  | ▲20,878                              | ▲5,1 %              | ▲3,0 %                         | ▲10,6 %                   | ▲102,9 %                                  |
| 2005 | ▲229,8                  | ▲20,946                              | ▲0,6 %              | ▲3,5 %                         | ▼10,0 %                   | ▲107,4 %                                  |
| 2006 | ▲242,8                  | ▲22,061                              | ▲5,7 %              | ▲3,3 %                         | ▼9,0 %                    | ▼103,6 %                                  |
| 2007 | ▲250,7                  | ▲22,718                              | ▲3,3 %              | ▲3,0 %                         | ▼8,4 %                    | ▼103,1 %                                  |
| 2008 | ▼249,9                  | ▼22,591                              | ▼−0,3 %             | ▲4,2 %                         | ▼7,8 %                    | ▲109,4 %                                  |
| 2009 | ▼239,1                  | ▼21,554                              | ▼−4,3 %             | ▲1,3 %                         | ▲9,6 %                    | ▲126,7 %                                  |
| 2010 | ▼226,0                  | ▼20,328                              | ▼−5,5 %             | ▲4,7 %                         | ▲12,7 %                   | ▲146,3 %                                  |
| 2011 | ▼205,4                  | ▼18,465                              | ▼−9,1 %             | ▲3,1 %                         | ▲17,9 %                   | ▲172,1 %                                  |
| 2012 | ▼190,4                  | ▼17,173                              | ▼−7,3 %             | ▲1,0 %                         | ▲24,4 %                   | ▼159,6 %                                  |
| 2013 | ▼184,2                  | ▼16,742                              | ▼−3,2 %             | ▼−0,8 %                        | ▲27,5 %                   | ▲177,9 %                                  |
| 2014 | ▲185,6                  | ▲16,985                              | ▲0,7 %              | ▼−1,4 %                        | ▼26,5 %                   | ▲180,2 %                                  |
| 2015 | ▼185,0                  | ▲17,042                              | ▼−0,3 %             | ▼−1,0 %                        | ▼24,9 %                   | ▼178,8 %                                  |
| 2016 | ▼184,6                  | ▲17,118                              | ▼−0,2 %             | ▲0,0 %                         | ▼23,6 %                   | ▲183,5 %                                  |
| 2017 | ▲187,1                  | ▲17,374                              | ▲1,4 %              | ▲1,1 %                         | ▼21,5 %                   | ▼181,9 %                                  |
| 2018 | ▲190,8                  | ▲17,765                              | ▲2,3 %              | ▼0,7 %                         | ▼19,3 %                   | ▼178,6 %                                  |

## История

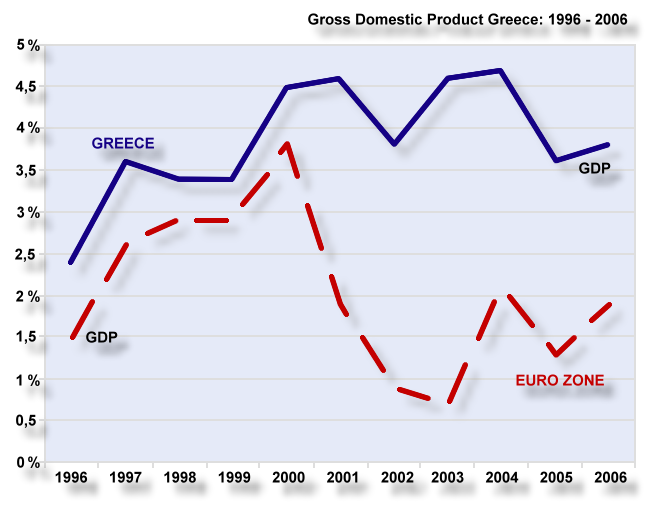
Рост ВВП Греции в сравнении с Еврозоной в 1996—2006 годах

ВНП Греции в 1996 составил 120 млрд долл. ВНП на душу населения в 1996 достигал 11,5 тыс. дол. Валовой внутренний продукт рос примерно на 4,9 % в первой половине 1970-х годов, в первой половине 1990-х прирост уменьшился до 1,6 %. С 1960 по 1975 производство промышленных товаров ежегодно увеличивалось на 10,6 %, а сельскохозяйственной продукции — на 3,5 %. Доля сельского хозяйства в ВВП снизилась с 31 % в 1950 до 16,6 % в 1976 и 14 % в 1996; доля промышленности в 1976 достигала 17,4 %, а в 1996 — 24 %. Доля сферы услуг в 1996 составляла 62 %. Безработица в 1996 достигла 10,6 %. В 1995 около 23 % населения было занято в промышленности и строительстве, 57 % — в сфере услуг, а 20 % — в сельском хозяйстве. Женщины составляли треть занятых, их доля особенно велика в текстильной и табачной отраслях.
В начале XXI века по большинству показателей Греция уступает своим партнёрам по ЕС. Сильные позиции в греческой экономике занимает американский, французский, немецкий, итальянский и швейцарский капитал. Иностранное участие составляет: в обрабатывающей промышленности — 25 %, в сфере услуг — 22 %, в банковской системе — 16 %, в добывающих отраслях −10 %. Современная национальная экономика страны активно адаптируется к процессам западноевропейской интеграции.
Промышленность имеет высокий уровень монополизации (200 компаний получают 50 % всех доходов промышленности) и одновременно — большой численностью малых предприятий (120 тыс. предприятий, из них только 700 имеют более 100 работающих). На микропредприятиях (4-6 чел.) работают рабочие очень высокой квалификации. ВВП по секторам: сельское хозяйство — 8,3 %; промышленность — 27,3 %, услуги — 64,4 %. Инфляция : 2,04 % (2000 г).
Потребности Греции в жидком топливе на 95 % покрываются за счёт импорта. Используются также запасы местного бурого угля. Производство электроэнергии, что составляет государственную монополию, быстро развивалось с середины 1960-х годов за счёт запуска новых тепло- и гидроэлектростанций. ГЭС производят около трети всей электроэнергии, остальное приходится на долю ТЭС.

### Долговой кризис в Греции
Летом 2011 года совокупный внешний государственный долг Греции превысил 140 % ВВП (240 млрд евро), причём только в 2009 году страна взяла взаймы около 80 миллиардов евро, или 30 % ВВП. Бюджетный дефицит составил рекордные для еврозоны 12,7 % ВВП, при разрешённых в Еврозоне 3 % от ВВП. В апреле 2010 года Евростат пересмотрел эту цифру и повысил сначала до 13,6 % ВВП, а затем до 15,4 % ВВП). По данным Евростата, обнародованным в апреле 2011 года, дефицит бюджета в 2010 году составил 10,5 % ВВП. Однако
в по данным на ноябрь 2011 года, дефицит бюджета в результате роста расходной части и сокращения налоговых поступлений из-за забастовок снова возрос и составил 20,1 млрд евро, или 11 % ВВП. При этом следует заметить, что кризис 2009—2010 гг. в Греции грозит осложнениями во всей еврозоне, а экономическая ситуация Греции 2009—2010 гг. схожа с тяжёлой ситуацией в других странах ЕС, получивших название PIGS.
Эксперты Фонда экономических и промышленных исследований (IOBE, Греция) заявили о том, что Греции в связи с политической и экономической нестабильностью грозит широкомасштабный социальный кризис.
Эксперты IOBE особо обеспокоены тремя тенденциями: ростом государственного аппарата и зарплат в госсекторе, резким повышением расходов на пенсии и принявшим беспрецедентные размеры уклонением от уплаты налогов. Эксперты призывают правительство отказаться от «закрытых» профессий, которые пользуются рядом привилегий, снять многочисленные ограничения на внутренних рынках, облегчить процесс регистрации компаний. Кроме того необходимо немедленно «открыть» госсектор для прямой конкуренции с частными компаниями и принять меры для повышения конкурентоспособности страны на международном уровне.
Греческое правительство предполагает начать программу приватизации. Государство владеет 77 % Агробанка Греции и 34 % Почтового банка, блокирующими или контрольными пакетами в электрической и телефонной монополиях. Кроме того, государству принадлежит национальная газовая компания DEPA и оператор газотранспортной системы DESFA. Наконец, правительство владеет грузовыми портами страны и игорной монополией OPAP, а также недвижимостью.
Планируется, что контрольный пакет государства (более 51 %) останется лишь в некоторых компаниях, наиболее важных с точки зрения безопасности, инфраструктуры и предоставления услуг населению. В остальных случаях пакет государства будет снижен до блокирующего (34 %) или ниже.
Нынешнее левоцентристское правительство пришло к власти в Греции в октябре 2009 года. Предыдущий кабинет правоцентристов также проводил программу приватизации: в частности, были проданы бывший национальный авиаперевозчик Olympic Airlines, блокирующий пакет национальной телекоммуникационной компании ОТЕ, и грузовой портовый терминал в Пирее. Однако все эти сделки проходили с трудом на фоне массовых протестов работников. Кроме того, выгодной продаже активов может помешать продолжающийся экономический спад, который, как прогнозирует правительство, продлится до конца 2010 года.
14 июня 2011 года международное рейтинговое агентство Standard & Poor's понизило долгосрочный суверенный кредитный рейтинг Греции на три ступени — с B до ССС, прогноз «негативный». Краткосрочный рейтинг был подтвержден на уровне C. Таким образом, Греция в мировом рейтинге S&P опустилась ниже Эквадора, Ямайки, Пакистана и Гренады, заняв последнее место.
22 июня 2011 новую среднесрочную программу жёсткой экономии по предложению нового министра финансов Евангелоса Венизелоса приняло правительство Греции, а позже поддержал Греческий парламент. Она предусматривает снижение минимального индивидуального дохода, облагаемого налогом на прибыль, с 12 тыс. до 8 тыс. евро в год. Предполагается, что такие меры позволят сократить бюджетный дефицит к 2015 году до 1 % ВВП. Принятие программы вызвало новую волну протестов, которые перерастали в массовые беспорядки и столкновения с полицией.
2 июля 2011 министры финансов стран Еврозоны приняли решение о предоставлении 5-го транша финансовой помощи Греции в размере 12 млрд евро, который поступит в 15 июля 2011.
27 октября 2011 года стало известно, что на саммите глав ведущих стран Европейского союза удалось достичь договорённости о списании половины греческих долгов частным инвесторам — около 100 млрд евро.
21 февраля 2012 года на встрече министров финансов еврозоны была принята программа, по которой Греция получит 130 млрд евро до 2014 года, а частные кредиторы спишут 53,5 % (107 млрд евро) долгов государства по облигациям. Для принятия этого соглашения руководство страны пошло на непопулярные меры (снизила минимальную зарплату до 600 евро в месяц), что стало причиной массовых акций протеста, прошедших 12 февраля.
В связи с тем, что правительство Греции намерено обратиться к странам Еврозоны о продлении программы экономии ещё на два года, на что потребуются дополнительные 20 млрд евро, помимо уже согласованных пакетов помощи, депутат Парламента Финляндии Бен Зыскович высказал личное пожелание о прекращении финансовой помощи Греции со стороны Евросоюза.
Хроника событий, приведших к дефолту 2015 года
- 25 января 2015. В Греции состоялись внеочередные парламентские выборы на которых одержала победу Коалиции радикальных левых (СИРИЗА) получившая 36,34 % голосов избирателей[34].
- 27 января 2015. В Греции сформировано новое правительство во главе с премьер-министром Алексисом Ципрасом[35][36].
- 30 января 2015. На начавшихся, после смены власти в Греции, переговорах с кредиторами было заявлено, что Греция рассчитывает на списание и реструктуризацию части долга. Новый министр финансов Греции Янис Варуфакис заявил, что Афины не намерены сотрудничать с миссией «тройки» европейских кредиторов (ЕС, Европейским Центробанком и МВФ). Резкие заявления нового греческого правительства привели к взрывному росту доходности по десятилетним облигациям, которая за несколько дней подскочила с 8,5 до 11 % годовых[37].
- 30 марта 2015. Премьер-министр Греции Алексис Ципрас в парламенте Греции заявил, что Афины до июня рассчитывают начать переговоры о реструктуризации государственного долга добиваясь от кредиторов списания большей части долга, который превысил 324 млрд евро или 180 % ВВП страны. При этом политик подчеркнул, что «откровенные и жесткие переговоры» будут идти до конца. Эти заявления привели к снижению курса евро по отношению к доллару США[38].
- 5 июня 2015. Греция отказалась перечислить очередной платёж в МВФ. Греческие власти попросили фонд объединить четыре июньских транша, которые они хотят перечислить 30 июня. По графику платежей кредиторам Афины должны были 5 июня перечислить МВФ около 300 млн евро. Помимо этого платежи должны состояться 12 июня (примерно 340 млн евро), 16 июня (примерно 560 млн евро) и 19 июня (примерно 336 млн). Всего в июне 2015 года Греция должна погасить 1,23 млрд SDR (специальные права заимствования)[39].
- 11 июня 2015. Международный валютный фонд (МВФ) приостановил переговоры с Грецией, потому что стороны не сумели достичь прогресса в обсуждении проблемы долга Афин. В этот день также рейтинговое агентство S&P понизило кредитный рейтинг Греции с CCC+ до CCC с негативным прогнозом. Аналитики агентства оценивают как высокую вероятность дефолта страны в течение года[40].
- 26 июня 2015. Премьер-министр Греции Алексис Ципрас и его делегация отвергли предложение о пятимесячном продлении нынешнего соглашения о помощи. Представители делегации говорят, что предложенный им текст оказался менее благоприятным, чем опубликованный ранее меморандум. Кроме того средства, которые могли быть выделены Афинам, были недостаточными для покрытия всех нужд страны. Алексис Ципрас обрушился с критикой на кредиторов страны, заявив, что «европейские принципы не были основаны на шантаже и ультиматумах»[41].
- 27 июня 2015. Премьер-министр Греции Алексис Ципрас после очередной неудачной серии переговоров с представителями «тройки» и государств ЕС, объявил о проведении 5 июля 2015 года национального референдума о принятии условий финансовой помощи[42].
- 28 июня 2015. Правительство Греции приостановило работу кредитных организаций: банков и биржи в Греции до 6 июля и ввело контроль за движением капитала, чтобы остановить отток денег за границу. В банкоматах страны один человек может снять не более 60 евро в сутки[43].
- 29 июня 2015. Финансовые рынки за пределами Греции отреагировали на происходящие события беспрецедентным обвалом — все без исключения значимые биржи закрылись в минусе[42].
- 30 июня 2015. Греция допустила дефолт, не переведя Международному валютному фонду (МВФ) транш в размере 1,54 млрд евро в рамках погашения задолженности[44].
- 05 июля 2015. Греция провела референдум по выполнению требования европейских кредиторов. В итоге «нет» сказали 61,31 % голосовавших, в поддержку высказались 38,69 % участников референдум[45].

## Сельское хозяйство
Товарное сельское хозяйство недостаточно развито из-за нехватки плодородных почв, небольшого количества осадков, выпадающих за год, и неэффективной системы землевладения (основу её составляют небольшие фермы). Около 30 % земель Греции пахотные. Только в долинах Фессалии, Фракии и Македонии возможно крупномасштабное производство. Здесь выращивают пшеницу, кукурузу, ячмень, сахарную свёклу, хлопок и табак. Греция — лидер среди стран ЕС по производству последних двух культур.
Хорошо развито садоводство и овощеводство. Выращивают оливки (большая часть сразу же перерабатывается в оливковое масло), виноград, дыни, персики, апельсины, помидоры. Цитрусовые и бахчевые культуры Греция экспортирует в страны ЕС. Исторически в Греции выпускают вина с добавками смолы, но в последнее время на экспорт стали производить сорта без столь специфических добавок, хотя греческие вина пока по популярности не могут сравниться с винами из других стран Европы. Греческое сельское хозяйство — главный получатель субсидий ЕС.

## Промышленность
Промышленность Греции развита непропорционально по отраслевой структуре и неравномерно размещается на территории страны. Наиболее развиты лёгкая и пищевая промышленность. В промышленности занято 21 % работоспособного населения.
Ведётся добыча бокситов, пиритов, никелевых руд, магнезитов. На острове Наксос — крупнейшее в мире месторождение наждака.
Развита металлургическая промышленность, хотя в соответствии с решениями ЕС производство стали в Греции сокращено на 30 %. Имеются предприятия машиностроительной, нефтехимической и деревообрабатывающей отраслей. Приоритетное развитие получили текстильная, пищевая отрасли и производство стройматериалов (считается, что в городе Волос расположена самая крупная в мире фабрика по производству цемента).
Наибольшую часть валютных поступлений по-прежнему обеспечивает судоходство, самая важная отрасль греческой экономики (см. Греческое судоходство).
Суда греческих судовладельцев регистрируются под флагами разных стран. В совокупности, под национальным и «удобными флагами» других стран, Греция обладает самым большим в мире гражданским флотом. Рыболовство в прибрежных водах имеет исключительно важное значение.
Для греческой промышленности характерно то, что существует множество мелких заводов и фабрик, большей частью имеющее низкий технический уровень. Индустриальные предприятия Греции сосредоточены главным образом в Аттике, на острове Эвбея, а также в Центральной и Западной Македонии. Особенно быстро развивается индустрия в столичном районе Афины — Пирей, где сосредоточена значительная часть производственных мощностей страны.

## Энергетика
Суммарные запасы извлекаемых энергоносителей Греции оцениваются в размере 0,546 млрд тут, из которых 99,2 % — уголь.
В 2016 году доля гидроэлектростанций в общем производстве энергии составила 24,5 %.
Доля возобновляемых источников энергии, кроме гидроэлектростанций, в общем конечном производстве энергии составила 24,5 % в 2016 году.
По состоянию на 1 января 2011 года подтверждённые запасы нефти составляют 10 млн баррелей.

## Туризм
В год Греция принимает около 18 миллионов туристов, что даёт немалую[уточнить] часть валютных поступлений в страну.
В 2006 году Грецию посетило около 198 тыс. граждан Российской Федерации.

## Транспорт
Гористый рельеф Греции препятствует широкому развитию транспортной сети. Железнодорожный транспорт в Греции развит достаточно слабо, большое значение имеет автомобильный транспорт, а также морской, учитывая наличие множества островов. Торговый флот Греции является одним из самых крупных в мире.

## Внешнеэкономические связи
Основными товарами греческого экспорта в последние годы стали нефтепродукты, полученные в результате переработки импортного сырья — на них в 2012 году пришлось 37 % греческого вывоза (в 2006 году — 12 %). В то же время доля агропродовольственных товаров в экспорте Греции в 2006—2012 годах упала с 21 % до 11 %. Соответственно нефти и нефтепродуктов в греческом импорте в 2006—2012 годах возросла с 17 % до 33 %. В 2006—2012 годы в географии внешней торговле Греции произошли существенные изменения: доля 27 стран ЕС сократилась в греческом экспорте с 66 % до 44 %, а в импорте с 59 % до 46 %. Зато в этот период выросла доля Турции (в греческом экспорте с 5 до 11 %, в импорте она немного сократилась с 2,5 % до 2,3 %), России (в греческом импорте с 7 % до 12 %, в экспорте доля РФ сократилась). Доля Китая в 2012 году была незначительной: на КНР пришлось всего 1,4 % греческого экспорта и 4,7 % импорта. В 1920 г. Англия занимала в греческом импорте первое место, в 1929—1932 гг. первое место заняли США, а в 1938 г. — вытеснившая их Германия.
По состоянию на 2017 год Греция занимает 61-е в мире по объёму товарооборота, объём экспорта оценивается в 30,2 миллиарда долл., импорта — в 52,8 миллиарда долл.
Главные статьи экспорта Греции:
- Нефтепродукты (8,16 млрд долл.)
- Упакованные Медикаменты (1,3 млрд долл.)
- Обработанный алюминий (617 млн долл.)
- Неразделанная свежая рыба (547 млн долл.)
- Оливковое масло (515 млн долл.)

Главные статьи импорта Греции:
- Сырая нефть (7,76 млрд долл.) и Нефтепродукты (3,28 млрд долл.)
- Упакованные Медикаменты (2,5 млрд долл.)
- Пассажирские и грузовые суда (1,53 млрд долл.)
- Автомобили (1,32 млрд долл.).

Основные внешнеторговые партнеры по экспорту (в 2017 году) — Италия 9,9 %, Турция 6,9 %, Германия 6,9 %, Кипр 5,8 % и Ливан 4,6 %; по импорту — Германия 11 %, Италия 7,9 %, Россия 7,1 %, Ирак 6,2 % и Китай 6 %.
Несмотря на то, что Россия является третьим поставщиком товаров в Грецию, санкции против России, связанные с её позицией в отношении украинского кризиса, а также снижение курса российской валюты оказали значительное влияние на развитие двусторонней торговли. Основной объём поставок — масла из нефти и битуминозных пород, сырье и так далее — их доля составляет 65 % всего объёма; продукция военного назначения с долей 19 %; далее идет алюминий, в том числе в составе сплавов — 8,5 %, а также зерно (пшеница) с долей 1,4 %.

## Доходы населения
| Графики недоступны из-за технических проблем. См. информацию на Фабрикаторе и на mediawiki.org.      |
| Изменение минимальной заработной платы в Греции по данным Евростата между 1998 и 2022 годами в евро. |

Минимальный размер оплаты труда в Греции достиг своего пика в 2011 году и составил 876 евро, затем в связи с долговым кризисом, минимальный размер оплаты труда был сокращён в 2012 году до 683 евро и оставался таким до 31 января 2019 года. Греция единственная страна Евросоюза, где минимальный размер оплаты труда уменьшался, с 2008 по 2019 год. Индекс Кейтца (соотношение между минимальной и средней заработной платы в стране) в Греции по состоянию на 1 январь 2019 год (средняя 1060,45 € и минимальная 683,76 €) составляет около 64 %. 1 февраля 2019 года минимальный размер оплаты труда в Греции был повышен до 650 евро в месяц. Это первое повышение МРОТ за 7 лет с момента начала долгового кризиса в стране.
До 2012 года МРОТ в 14 выплат в год составлял 751 евро, затем он был снижен до 586,08 евро для граждан старше 25 лет и до 510 евро для молодёжи. Таким образом, повышение минимальной зарплаты для большинства населения составило около 11 %, а для молодых людей её увеличение превысило 27 %.